# 'Ndrina Barreca
La 'ndrina Barreca è una cosca malavitosa o 'ndrina della 'ndrangheta calabrese della città di Reggio Calabria, attiva nell'area a sud della città sin dagli anni '80, a Pellaro-Bocale-Lazzaro.

## Storia
In origine faceva parte degli Ambrogio di Pellaro, da cui se ne distacca con la faida di Pellaro scoppiata durante il periodo '86-'89 tra Ambrogio-Iamonte-Barreca-Chila in cui muore il boss Carmelo Ambrogio.

### Anni '80
Nella seconda guerra di 'ndrangheta si schierano con i De Stefano capeggiati da Orazio De Stefano insieme ai Libri, i Tegano, i Latella, i Paviglianiti e gli Zito-Bertuca contro gli Imerti, i Condello, i Saraceno, i Fontana, i Rosmini, i Lo Giudice e i Serraino.
Nel 1987 la famiglia Barreca aprì una cava per l'estrazione di inerti presso un impianto sito a Bocale di Reggio Calabria.
Il 27 agosto 1989, in un agguato viene assassinato l'onorevole Lodovico Ligato presso la sua villa a Bocale. Il pentito Paolo Iannò, collaboratore del processo Olimpia 3 dichiarò che il suo omicidio fu pianificato da un incontro, tra maggio e giugno del 1989 tra Filippo Barreca (poi pentito), Paolo Serraino, Pasquale Condello, Diego Rosmini senior, Santo Araniti, Domenico Repaci (Araniti) e Antonino Modafferi (Araniti).

### Anni '90
1992 - Filippo Barreca cl.47, diventa collaboratore di giustizia. Vengono successivamente confermati gli ergastoli per i cugini Filippo cl.47, Santo e Giuseppe.
Il 27 aprile 1994 scatta l'operazione Valanidi 2 contro 102 affiliati delle cosche reggine, Ficara, Latella, Tegano, Libri e Barreca per diversi reati: omicidi, tentati omicidi e traffico di armi.
1999 - operazione Barracuda, nasce da un'indagine della DIA su una serie di omicidi e tentati omicidi durante la "faida di Pellaro" a carico della cosca Barreca, sono stati coinvolti: Filippo Barreca cl. '56, Santo Barreca, Enzo Di Bona di cui i provvedimenti sono stati notificati in carcere, mentre i fratelli Giuseppe e Pasquale Festa sono stati arrestati.
1997-1999 - operazione Ponte, nasce da un’indagine condotta dalla Compagnia di Reggio Calabria negli anni 1997-1999 che era riuscita a disarticolare una nuova organizzazione di tipo mafioso operante in Pellaro che si era slegata totalmente dai vecchi "capi" fratelli Barreca.
La Cassazione in data 27 aprile 2009, avendo rigettato i ricorsi dei condannati, conferma la carcerazione per:
- Sergi Antonino, del '54, operaio, pregiudicato, in atto sottoposto alla sorveglianza speciale di Ps con obbligo di soggiorno, condanna anni 12, mesi 5, giorni 25 di reclusione;
- Cozzupoli Natale, del '45, imprenditore edile, pregiudicato; condanna anni 6, mesi 1, giorni 18 di reclusione;
- Ambrogio Antonino, del '63, imprenditore, pregiudicato, condanna reclusione anni 5;
- Malara Filippo, del '48, pensionato, pregiudicato; condanna reclusione anni 3, giorni 13;
- Antonio Bartolo Malacrinò[10], del '58, operaio, pregiudicato, cognato del boss Filippo Barreca; condanna reclusione anni 8;
- Meduri Paolo, del '31, pregiudicato; condanna reclusione anni 4, mesi 9, giorni 16;
- Malara Giuseppe, del '55, operaio, pregiudicato; condanna reclusione anni 9, giorni 1;
- Sergi Giuseppe, del '61, operaio, pregiudicato, già sorvegliato speciale di ps; condanna reclusione anni 3, mesi 1, giorni 18;
- Calabrò Domenico, del '57, disoccupato, pregiudicato, già sorvegliato speciale di ps; condanna reclusione anni 3, giorni 13;
- Calabrò Giacomo, del '56, operaio, pregiudicato, già sorvegliato speciale di ps; condanna reclusione anni 2, mesi 10, giorni 18.

### Anni 2000
Il 9 marzo 2002, in un salone da barba del quartiere di Bocale, viene ucciso con quindici colpi alla testa Vincenzo Barreca, fratello del pentito. Dopo la testimonianza dei figli e della compagna, sarà condannato all'ergastolo il killer Vincenzo Ficara della 'ndrina Ficara-Latella. A seguito dell'omicidio, i figli Santo e Filippo essendo testimoni chiave al processo dell'omicidio entreranno a far parte del programma di protezione per testimoni di giustizia ed abbandoneranno la Calabria per sempre.
Nel 2008 a seguito dell'operazione Caro Estortore, vengono arrestati Giuseppe Filice e Francesco Labate (genero di Filippo Barreca).

### Anni 2010
Tra il 1999 e gli inizi del 2000 viene sgominata la cosiddetta Banda del secchio nell'operazione Fuego condotta dalla squadra mobile di Reggio Calabria. Banda criminale operante nei quartieri di Pellaro e Bocale. Gli esponenti di spicco: Antonio Bartolo Malacrinò, cognato di Filippo Barreca, Giuseppe Campolo detto Peppe Sala, Pietro Caserta, detto Malavita, e Renato Feka (albanese). La banda si occupava di estorsioni, incendi dolosi e vari danneggiamenti.
Il 7 novembre 2013 viene arrestato per traffico di droga ad Antibes in Costa Azzurra Giovanni Franco esponente di spicco dell'omonima famiglia e alleato al  clan Barreca, latitante dal febbraio 2012.
A gennaio del 2016 vengono arrestati nell'operazione Antibes 16 persone facente parti del clan Franco alleato storico dei Barreca. Le condanne in appello della "rete" di Giovanni Franco a Reggio Calabria furono 13.
Nel novembre del 2015, dopo 27 anni di detenzione, viene scarcerato a causa di una malattia Filippo Barreca, poiché risultò incompatibile con il regime carcerario. Gli vennero quindi concessi gli arresti domiciliari presso la sua abitazione di Bocale. Subito dopo la scarcerazione, iniziò da subito a ricostruire la cosca (oramai sparita), con i suoi vecchi "fedelissimi", e poiché non scorreva buon sangue con il cognato a seguito di numerose discussioni interne di famiglia per questioni ereditarie e mancato sostentamento al carcere, i rapporti tra Barreca e il cognato Malacrinò si incrinarono al punto da definire una vera scissione tra le due famiglie.

### Anni 2020
Il 16 febbraio 2021 nell'ambito di una più vasta operazione di 'ndrangheta denominata Metameria, sono state emesse 26 misure di custodia cautelare in carcere e due agli arresti domiciliari. Tra cui il principale indagato Filippo Barreca, già sottoposto ai domiciliari per motivi di salute.

## Organizzazione

### Capifamiglia
- Filippo Barreca (4 gennaio 1947), con dote di santa ricevuta da Santo Araniti nel 1979 (copiata: Santo Araniti, Natale Iamonte e Turi Scriva)[24], si pente l'8 gennaio 1992 mentre era in carcere a Cuneo per una condanna di traffico di droga da scontare in 9 anni[25] e inizia a collaborare nell'operazione Santa Barbara[26], ha disvelato insieme al pentito Giacomo Lauro (pentito il 9 maggio 1992[25]) i retroscena dell'omicidio di Lodovico Ligato[25] della seconda guerra di 'ndrangheta[25] e ha contribuito alle indagini sull'omicidio di Antonino Scopelliti[25]. Le sue rivelazioni saranno utili anche nelle operazioni Olimpia 1, 2, 3 e 4[25].
- Giovanni Franco, arrestato nel 2013 ad Antibes (Francia)[27].
- Filippo Barreca (9 ottobre 1956), capobastone, ergastolano, fratello di Giuseppe e Santo, da settembre 2015 è agli arresti domiciliari nella sua residenza a Bocale con sorveglianza speciale a causa di una presunta malattia di cui è risultato non compatibile alle strutture carcerarie. Il 16 febbraio 2021 viene arrestato a seguito dell’operazione “Metameria” di cui risulta il principale indagato e capo della neo-associazione mafiosa.
- Vincenzo Barreca, fratello di Filippo (il pentito), boss della cosca con predominio il territorio Pellaro-Bocale-Lazzaro, ucciso in un salone da barba il 9 marzo 2002 da Vincenzo Ficara di cui fu condannato all'ergastolo[28].
- Antonio Bartolo Malacrinò, detto Mimmo, classe '58, pluripregiudicato, cognato del boss Filippo Barreca. Coinvolto in molte indagini per reati di usura, estorsione ed associazione mafiosa tra cui nell'aprile 2001 nell'operazione Abisso con esponenti della cosca Iamonte e catturato a luglio 2001 dai carabinieri durante la sua latitanza a Soverato (CZ), in un villaggio turistico[29][30]. Fu uno dei promotori della "Banda del secchio" e dell'associazione mafiosa coinvolta nell'operazione Ponte di Pellaro. Dal 2017 è un uomo libero.

### Altri esponenti di spicco
- Giuseppe Filice[31], classe '65, pregiudicato, cugino dei fratelli Barreca e in stato di libertà.
- Domenico Calabrò (16 agosto 1957), detto L'Ingegnere, pluripregiudicato, è il braccio destro del boss Filippo Barreca. Arrestato il 16 febbraio 2021 nell'operazione Metameria.
- Labate Francesco, (03/09/1980) detto Checco, sposato con Luana Barreca nonché figlia del boss Filippo Barreca. Anche lui arrestato il 16 febbraio 2021 a seguito dell'Operazione Metameria.
- Politi Pasquale, (27.03.1970) detto Pasqualino o ‘U Scheccia, personaggio di spicco negli ambienti criminali di Pellaro e Bocale. Attualmente detenuto.
- Feno Domenico Junior[32](cl.74), pluripregiudicato per detenzione di armi illegali, droga ed associazione mafiosa e personaggio molto vicino alla famiglia Barreca. Lo stesso è ritenuto responsabile dell'attentato al prete Don Giuseppe Cosa avvenuto il 12 marzo del 2017.
- Bellini Marcelo[33], (cl. 76) sposato con la figlia di Giuseppe Barreca fratello di Filippo, è tra i collaboratori più stretti del boss Filippo Barreca nonché nipote acquisito, indagato nell'Operazione Metameria con l'accusa di essere il mediatore con i rappresentanti delle cosche di Archi e di Santa Caterina nonché della cosca Libri.
- Amato Salvatore Campolo (1987)[34], geometra e noto imprenditore nel settore immobiliare, già con precedenti penali per aver realizzato un villaggio turistico a Pellaro “Residence La Collina” in difformità alle norme urbanistiche ed ambientali. Secondo le indagini risulta essere in stretti rapporti con la famiglia Barreca, infatti a seguito dell'Operazione Metameria[35] eseguita dai C.C. di Reggio Calabria nel febbraio 2021 è indagato insieme a Checco Labate (genero del boss Filippo Barreca) per associazione mafiosa ed estorsione aggravata. Il 18 luglio 2024 viene emessa dalla prima sezione penale del tribunale di Reggio Calabria la sentenza d’appello del maxi processo “Epicentro” in cui viene condannato a 3 anni e 6 mesi[36].

## Gli attentati al prete e al genero del maresciallo
Nella notte tra sabato 11 e domenica 12 marzo 2017 è stata data alle fiamme l’automobile di proprietà di don Giuseppe Cosa, parroco di Bocale nel reggino. 
La minuziosa e tempestiva attività degli investigatori della Sezione “Reati contro il Patrimonio e la Pubblica Amministrazione” della Squadra Mobile di Reggio Calabria ha permesso di ricostruire con precisione la dinamica dei fatti e di giungere all’individuazione, nel FENO Domenico Junior (cl.74), dell’autore del grave fatto delittuoso, di cui già noto alle FF.OO. con precedenti penali.
Nel 2018 un altro episodio di incendio doloso si ripete nel quartiere di Bocale di cui fu vittima il fidanzato della figlia del Maresciallo Salvatore Piazza di Pellaro. Secondo quanto è emerso dalle intercettazioni dell'Operazione Metameria, per Barreca l'auto del ragazzo che fu incendiata non era chiaro chi fosse stato il mandante. Infatti il Barreca dialogando con un suo sodale Palumbo Filippo commentava il fatto avvenuto con frasi inequivocabili: "Ho la coscienza a posto non sono stato io" poi l'affondo rivolto ai Malacrinò: "Si sa come vanno le cose", "chi c'è là sono partiti da lì? Sono partiti da lì e voi non ne sapete niente" chiede Filippo Palumbo. "Un chiaro riferimento ai veri mandanti dell'incendio dell'auto e al fatto che la 'Ndrina Barreca non avesse il controllo totale del territorio. L'ennesima prova - secondo Klaus Davi - che se da una parte i Barreca gestivano indubbiamente una parte del business criminale o quello che ne restava dopo i numerosi anni di carcere scontati dal Peppi e dagli altri fratelli, oramai i Malacrinò (e quindi il cognato Antonio Bartolo Malacrinò) gestivano il core business delinquenziale da anni e alla luce del sole".

## L'inchiesta sui crateri di Bocale
I "crateri", sono delle enormi cavità sulle colline di Bocale e più precisamente in località Campoli attualmente area sotto sequestro ed inserita già nel Dossier Cave del 2008 di Legambiente. Nel 2007 viene denunciata Giovanna Barreca (moglie di Antonio Bartolo Malacrinò) poiché intestataria della ditta "Sud Inerti" a seguito di un sequestro effettuato dai carabinieri del Nucleo Operativo Ecologico, su un'area di circa cinque ettari, illecitamente utilizzata per l'estrazione di sabbia e ghiaia senza le dovute autorizzazioni. Oggi, questi crateri sono diventati delle discariche a cielo aperto, di cui si sta occupando Legambiente e varie associazioni di categoria in ambito nazionale.

## Film
- Faida - film è un film prodotto nel 1988 dal regista Paolo Pecora e girato a Bocale[46] in una delle ville del boss Vincenzo Barreca[47], che è anche uno dei protagonisti.
- Anime nere è un film del 2014 di Francesco Munzi tratto dal romanzo dello scrittore calabrese Gioacchino Criaco, che racconta una storia di 'ndrangheta tra l'Aspromonte e la costa Jonica. Tra i tanti personaggi e interpreti, nel film compare la figura del boss Barreca[48].